# لویی شارل برگه

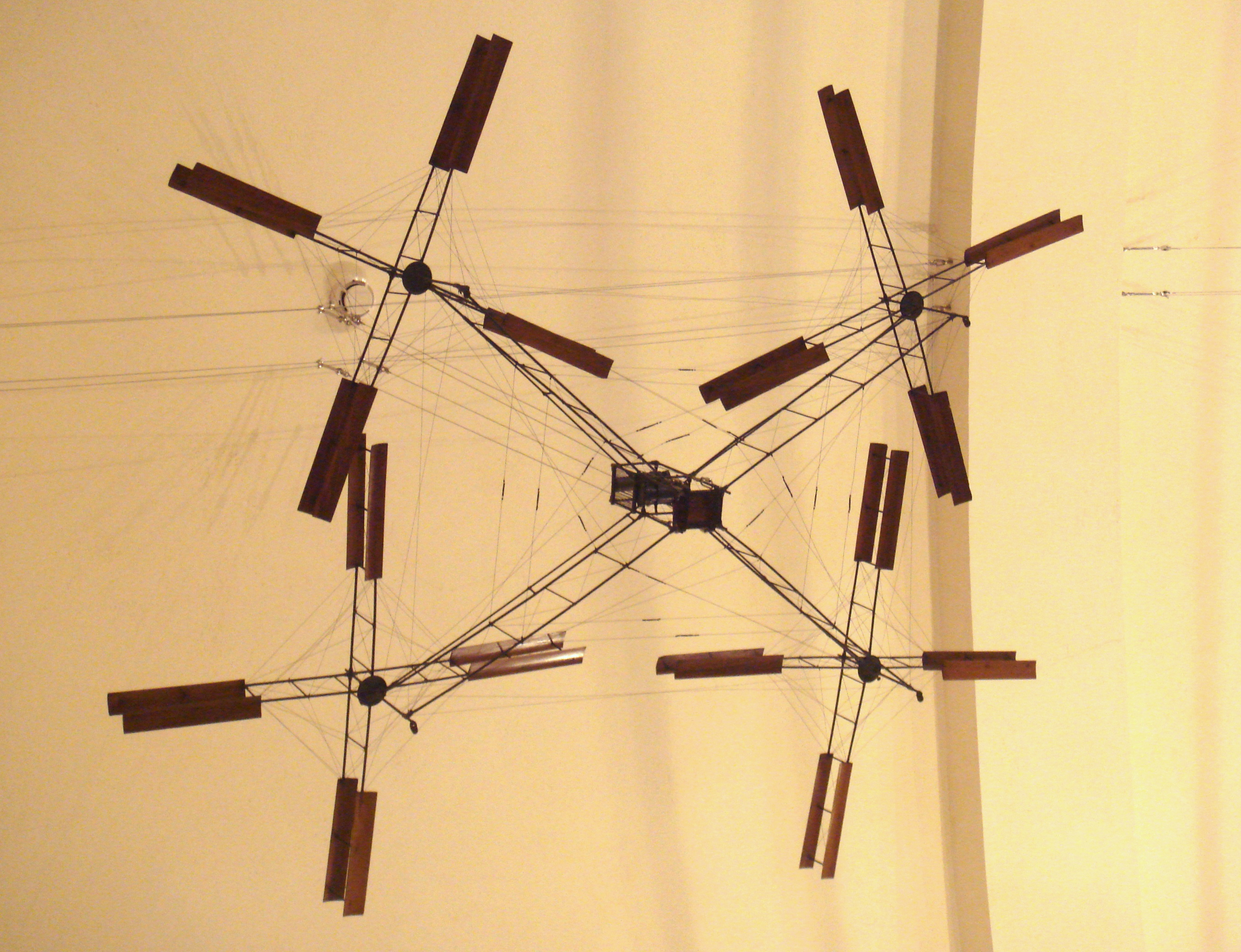
هواچرخ برگه-ریشه سال ۱۹۰۷ در موزه هنر و پیشه پاریس.

لویی شارل برگه (به فرانسوی: Louis Charles Breguet) (تولد: ۲ ژانویه ۱۸۸۰ در پاریس - درگذشت: ۴ مه ۱۹۵۵ در سن ژرمن آن له) یک طراح و سازندهٔ هواگرد فرانسوی و یکی از نخستین پیشگامان هوانوردی اولیه بود.